# إدريس غولوج
 ادريس غولوج سياسي من تركيا (ولد في 11 فبراير 1950) عضو في حزب العدالة والتنمية (تركيا) يشغل منصب وزير البيئة والتخطيط العمراني.ولد بمدينة باسينلر في محافظة أرضروم ودرس الهندسة المدنية في جامعة يلدز التقنية في إسطنبول